# Erzbistumsarchiv Paderborn

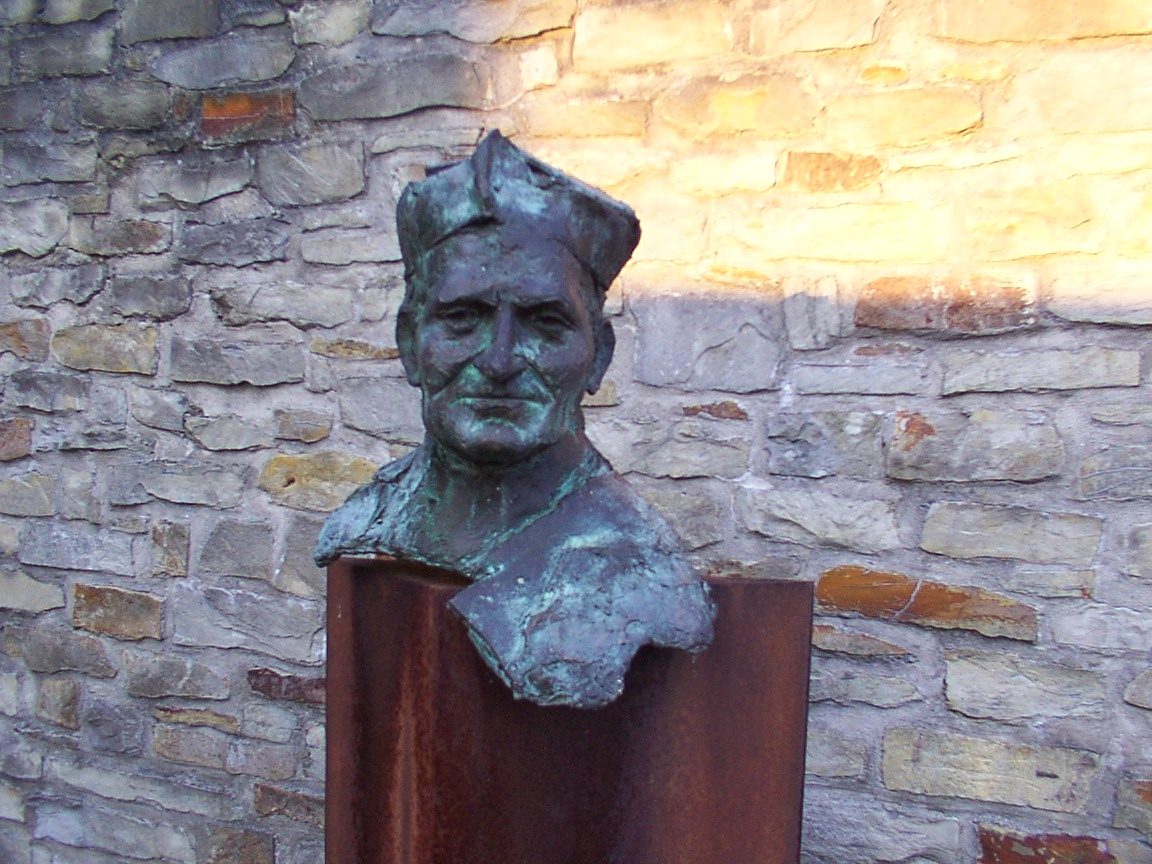
Büste von Konrad Martin vor dem Konrad-Martin-Haus, dem Sitz des Erzbistumsarchivs Paderborn

Das Erzbistumsarchiv Paderborn ist als Diözesanarchiv eine Einrichtung des Erzbistums Paderborn. Es nimmt als katholisches Bistumsarchiv die Aufgaben gemäß Canones 486 bis 491 CIC wahr. Es wurde im Jahr 881 erstmals urkundlich erwähnt. Archivar ist Michael Streit.

## Geschichte
Die Anfänge des Archivs gehen bis in die Errichtungszeit des Bistums Paderborn im Jahr 799 zurück. Bereits im Jahr 881 wird das bischöfliche Archiv in Paderborn erwähnt, als dem deutschen Kaiser Urkunden aus dem Archiv vorgelegt wurden.
Eine erste Inventarisierung von Teilen der Bestände erfolgte im Jahr 1920 durch Johannes Linneborn. Die Luftangriffe auf Paderborn überstanden die eigentlich im Stadtzentrum untergebrachten Bestände des Archivs weitestgehend unversehrt, da sie zum größten Teil rechtzeitig vorher ausgelagert worden waren.
1930 wurde neben dem Bistumsarchiv eine Archivstelle zur Betreuung der Pfarrarchive gegründet. Dort werden die Pfarrarchive geordnet, gebunden und dann inventarisiert an die Pfarrämter zurückgegeben. 1981 ging diese Archivstelle endgültig im Bistumsarchiv auf. Seit den 1980er Jahren verwaltet das Bistumsarchiv zusätzlich das Archiv des Metropolitankapitels.
Im Jahr 2006 zog das Erzbistumsarchiv in das Konrad-Martin-Haus. Das Konrad-Martin-Haus war ursprünglich als Wohngebäude für Erzbischof Lorenz Kardinal Jaeger entworfen und gebaut worden. Nach Fertigstellung wollte dessen Nachfolger Johannes Joachim Degenhardt nicht in das Haus einziehen, weil es ihm zu protzig war. In dem für Jäger gebauten Bunker lagern nun die Archivalien des Bistums.

## Bestände

### Urkunden
- Generalvikariat Paderborn (964–1989)
- Exemte Abtei und Bistum Corvey (823–1837)
- Kloster Böddeken (1180–1663)
- Kloster Willebadessen (1155–1696)
- Kommende Brackel (1476–1655)
- Deposita aus diversen Pfarreien

### Akten
- Aus der Zeit des Fürstentums Paderborn bis 1821
  - Schriftverkehr mit den Pfarreien, Stiften und Klöstern (13.–19. Jahrhundert)
  - Generalvikariat Paderborn: Bischöfe, Wahlen, Personen, Fürstentum nach außen, Weltliche Regierung, Geistliche Regierung, Kirchliche Lehre, Kirchl. Leben (ca. 1360–1825)
  - Generalvikariat Köln, später Deutz: Erlasse, Berichte, Haarensia, Archidia-conalia, Geistliche Jurisdiktion, Synodalstatuten, Kommissariate, Kirchliche Organisation des Herzogtums Westfalen, Spezialia einzelner Pfarreien (ca. 1500–1825)
  - Kommissariat Haardistrikt: Verfügungen, Verordnungen, Visitationsrecesse, Sendgerichte, Konkordat 1821 (ca. 1730–1833)
  - Exemte Abtei und Bistum Corvey: Acta et diplomata, Jurisdiktionsstreit Paderborn-Corvey, Sendgericht, Korrespondenz mit Rom, Verwaltung des Kirchenvermögens, Verordnungen und Verfügungen, Kloster und Bistum, Geschichte, Fürstäbte, Jurisdiktion, Corvey und Rom, Domstift, Generalvikariat, Petristift, Lehnssachen, Prozesse, Protokolle, Ehesachen, Schulangelegenheiten (ca. 12. Jahrhundert–1825)
  - Generalvikariat Osnabrück: Status religionis, Dekanalia, Geistliche Jurisdiktion, Synodalia, Kirchenvermögen, Schulwesen, Fakultäten, Gottesdienst, Kirchliche Feiern, Konvertiten, Benefizien u. a. (1517–1823)
  - Dekanien, Christianitäten, Zirkel (1644–1823)
  - Kommende Brackel:(1670–1850)

- Aus der Zeit des (Erz-)Bistums Paderborn ab 1821
  - Generalvikariat Paderborn: Schriftverkehr mit den Pfarreien.
  - Generalvikariat Paderborn: Bistum, Jurisdiktion, Bischöfe, Konkordate, Verfassung, Gesetze, Bischöfliche Verordnungen, Vermögensverwaltung, Gebäude, Prozesse, Anstellungen, Benefizien, Kommenden, Kirchenangestellte, Bischöfl. Lehranstalten, Knabenseminar, Orden, Gottesdienst, Schulwesen, Seelsorge, Bruderschaften und Vereine, Siedlungswesen, Bonifatiusverein, Politische Parteien, Krieg, Realschematismus, Stiftungen, Liegenschaften (1823–1945)
  - Kommissariat Magdeburg: Schriftverkehr mit den Pfarreien, Alphabetisch von Approbation bis Zirkulare (1803–1859), Dekanatsarchive (1832–1950)

### Amtsbücher und Handschriften (14.–19. Jahrhundert)
- Weihekataloge
- Protokolle: Generalvikariat, Offizialat, Archidiakonate, Visitationen, Exjesuiten-kommission
- Liturgica: Missalien, Prozessionalien, Necrologe
- Amtsbücher einzelner Klöster und Stifte: Abdinghof, Böddeken, Herstelle, Holthausen, Willebadessen

### Sammlungen
- Wissenschaftliche Arbeiten; Chroniken und Manuskripte
- Pergamenthandschriften (Fragmente)
- Papier- und Wasserzeichen
- Siegelstempel
- Karten

### Nachlässe / Teilnachlässe / Personaliasammlungen
unter anderem von
- Johannes Bell (1868–1949),  Reichsminister a. D.
- Alfred Cohausz (1897–1990), Bistumsarchivar
- Johannes Joachim Degenhardt (1926–2002), Erzbischof, Kardinal
- Hans Leo Drewes (1922–1999), Dompropst, Weihbischof
- Franz Kaspar Drobe (1808–1891), Bischof
- Ferdinand von Fürstenberg (1626–1683), Fürstbischof
- Heinrich Haehling von Lanzenauer (1861–1925), Weihbischof
- Franz Hengsbach (1910–1991), Weihbischof, später Bischof von Essen, Kardinal
- Johannes Hillebrand (1874–1931), Weihbischof
- Lorenz Jaeger (1892–1975), Erzbischof, Kardinal
- Caspar Klein (1865–1941), Generalvikar, Bischof, erster Erzbischof von Paderborn
- Bruno Kresing (1929–2020), Apostolischer Protonotar, Domkapitular, Generalvikar
- Konrad Martin (1812–1879), Bischof
- Kurt Matern (1884–1968), Architekt, Dom- und Diözesanbaumeister in Paderborn
- Margarete Niggemeyer (1932–2020), Professorin für Religionspädagogik an der Katholischen Fachhochschule Norddeutschland Osnabrück-Vechta
- Paul Nordhues (1915–2004), Weihbischof
- Friedrich Wilhelm Saal (* 1934), Mitglied der Kommission für kirchliche Zeitgeschichte
- Franz Egon Schneider (1880–1943), Päpstlicher Hausprälat, Universitätsprofessor, Dekan der theologischen Fakultät Münster
- Wilhelm Schneider (1847–1909), Professor für Moral, Dompropst, Bischof
- Karl Joseph Schulte (1871–1941), Bischof, später Erzbischof von Köln, Kardinal
- Heinz Schürmann (1913–1999), Exeget, Professor in Erfurt
- Hubertus Simar (1835–1902), Bischof, später Erzbischof von Köln
- Paul Simon (1882–1946), Professor der Patrologie und der Philosophie, Dompropst
- Christian Stamm (1837–1920), ab 1864 Kaplan und Geheimsekretär von Bischof Konrad Martin, Domkapitular, Offizial
- Franz Stock (1904–1948), Seelsorger der Deutschen in Paris, Regens
- Wilhelm Tuschen (1903–1961), Regens, Generalvikar, Weihbischof
- Georg Hermann Josef Wagner (1915–1991), Domvikar, Professor für religiöse Volkskunde
- Karl-Heinz Wiesemann (* 1960), Weihbischof in Paderborn, später Bischof von Speyer

### Kirchenbücher
- Kirchenbücher als Deposita aus Pfarreien des Erzbistums
- Verfilmungen von Kirchenbucheinträgen bis zum 1. Oktober 1874 aus allen Pfarreien, die entsprechend alte Register besitzen
- Digitalisate der Kirchenbücher auf der Plattform Matricula (aktuell laufendes Projekt)[4]
- Kirchenbücher aufgelöster ausländischer Missionen (1962–2008)